# Gino Mäder
Pour les articles homonymes, voir Mader.
Gino Mäder, né le 4 janvier 1997 à Flawil (Suisse) et mort le 16 juin 2023 à Coire (Suisse), est un coureur cycliste suisse. Il a notamment remporté une étape du Tour d'Italie 2021 et terminé meilleur jeune du Tour d'Espagne 2021. Il a aussi gagné une étape du Tour de Suisse 2021 et terminé deuxième du Tour de Romandie en 2022.
Jeune cycliste prometteur, notamment en raison de ses qualités de grimpeur, il intègre l'équipe Bahrain Victorious en 2021 et y obtient des résultats excellents jusqu'à son accident lors d'une descente de la 5e étape du Tour de Suisse 2023, qui lui coûte la vie.

## Biographie

### Début de carrière
Issu d'une famille de cyclistes, son père et sa mère ayant évolué tous deux à un bon niveau, Gino Mäder obtient ses premiers résultats dans la discipline du cyclo-cross.
En 2014, chez les juniors (moins de 19 ans), il est avec la Suisse quatrième du championnat d'Europe sur route, onzième du championnat du monde sur route et dix-neuvième du championnat du monde du contre-la-montre. La même année, il gagne l'argent sur l'omnium aux championnats d'Europe sur piste juniors. L'année suivante, il est aux côtés de Robin Froidevaux, Stefan Bissegger et Reto Müller, vice-champion du monde de poursuite par équipes juniors. Le quatuor suisse établit un nouveau record de Suisse en 4 minutes 8,523 secondes. Au niveau national, il devient champion de Suisse du contre-la-montre juniors et champion de Suisse de l'omnium juniors. De plus, il se classe 5e du championnat du monde du contre-la-montre juniors et 17e de la course en ligne. En 2017, il est troisième du Tour de Lombardie amateurs.
Il rejoint l'équipe IAM Excelsior en 2018. Au cours de cette saison chez les espoirs (moins de 23 ans), il remporte la Ronde de l'Isard, une étape du Tour Alsace, deux étapes du Tour de l'Avenir, où il se classe troisième du classement général, et une du Tour de Hainan (deuxième du classement général). Au cours de cette saison prolifique, il est également vice-champion de Suisse du contre-la-montre espoirs et termine quatrième du championnat du monde sur route espoirs, remporté par son compatriote Marc Hirschi.

### 2019-2020: premières saisons dans le World Tour
Ses performances lui permettent d'intégrer l'équipe World Tour sud-africaine Dimension Data en 2019. Il lance sa saison sur le Tour de San Juan, qu'il conclut à la 11e place. Il enchaîne par les Strade Bianche (abandon) et le Tour de Catalogne où, victime d'une chute lors de la deuxième étape, il se fracture le poignet gauche. Il reprend la compétition sur le Tour de Romandie mais ne prend le départ que du prologue, insuffisamment remis de sa blessure. Il retrouve la pleine possession de ses moyens en Norvège, aligné sur la manche locale des Hammer Series puis sur le Tour de Norvège.
En 2020, Dimension Data devient NTT et Mäder voit cette fois sa saison être chamboulée par la pandémie de Covid-19. En février et mars, il ne prend part qu'à la Classic de l'Ardèche et à la Drôme Classic. Il n'épingle ensuite un dossard que le 12 juillet à l'occasion du championnat de Suisse de contre-la-montre (6e). Il découvre notamment trois classiques, le Tour de Lombardie (abandon), la Flèche wallonne (83e) et Liège-Bastogne-Liège (abandon). En octobre, il entame son premier grand tour, le Tour d'Espagne. Échappé lors de la dix-septième étape, il y est seulement devancé par David Gaudu.

### 2021-2023: chez Bahrain Victorious
Le 9 décembre 2020, l'équipe World Tour Bahrain Victorious annonce les arrivées de Gino Mäder et Jonathan Milan. Il débute sous ses nouvelles couleurs sur le Tour de la Provence (45e du général) où il épaule Wout Poels (4e du général), Jack Haig (7e) et Dylan Teuns (15e). La semaine suivante, il accompagne de nouveau Haig et Poels sur le Tour des Émirats arabes unis (36e du général). À la suite de la blessure au genou du coureur néerlandais, l'équipe compte sur Haig et Teuns pour l'emporter sur les parcours escarpés de Paris-Nice et se placer au général. Échappé en compagnie de son coéquipier belge sur la 7e étape, il est repris dans les 25 derniers mètres par Primož Roglič. Sa journée à l'avant lui permet tout de même de gagner 16 places au classement général, qu'il conclut finalement à la 10e position. En mai, il est aligné sur le Tour d'Italie pour y épauler Mikel Landa. Ce dernier chute lourdement lors de la 5e étape, percutant un îlot directionnel. Le lendemain, lors de la sixième étape, accompagné de Matej Mohorič, Mäder intègre l'échappée matinale et s'impose en solitaire. Il chute au cours de la onzième étape et abandonne le lendemain. En juin, il remporte la 8e et dernière étape du Tour de Suisse, lors d'un sprint à deux face à Michael Woods. Après une 74e place aux Jeux olympiques de Tokyo, il est aligné sur le Tour d'Espagne. Régulier tout au long de la course, il se classe cinquième du général et remporte le classement du meilleur jeune, devant Egan Bernal. Grâce à ses performances et à celles de Jack Haig (troisième sur le podium final), son équipe remporte également le classement par équipes.

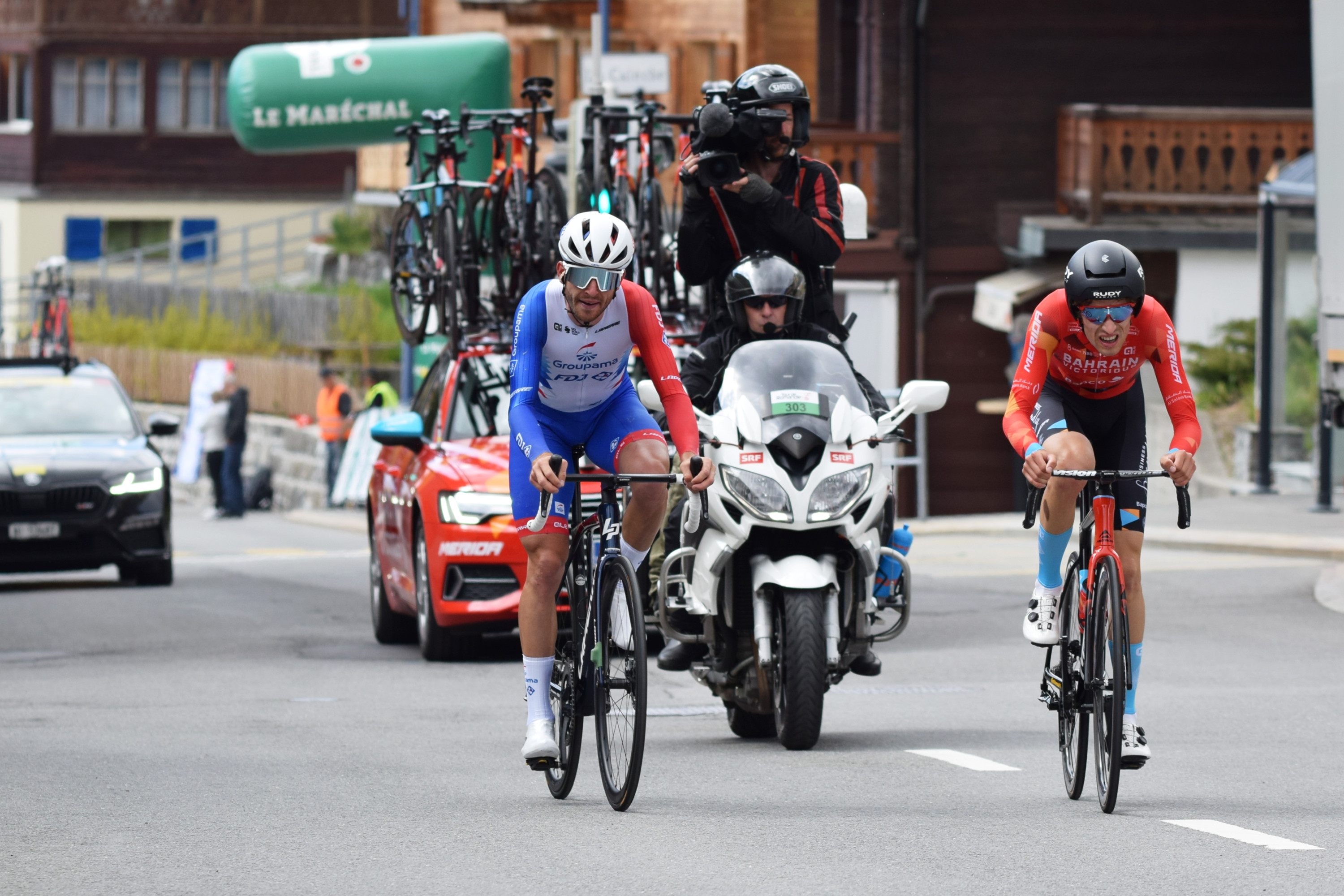
Sébastien Reichenbach doublé par Gino Mäder lors du contre-la-montre en côte du Tour de Romandie 2022.

Lors de la saison 2022, il connaît moins de succès que l'année précédente, où il avait connu une importante progression. Après un début de saison discret, il prend le départ en mai du Tour de Romandie avec ambitions. Lors de l'avant dernière étape, il figure dans le groupe des favoris qui se joue la victoire et remonte à la sixième place du général. C'est lors de la dernière étape, un contre-la-montre en côte de 16 kilomètres que se joue le classement final. Il termine troisième de l'étape à 30 secondes d'Aleksandr Vlasov et finalement deuxième du général à 50 secondes du Russe. Il s'agit de son premier podium sur une course World Tour. En juin, comme son équipier Hermann Pernsteiner, Mäder ne prend pas le départ de la cinquième étape du Tour de Suisse en raison de « problèmes gastro-intestinaux ». Le lendemain, les deux coureurs font partie des membres de l'équipe Bahrain Victorious ayant un test positif au SARS-CoV-2, ce qui amène cette formation à quitter l'épreuve. La maladie étant persistante, Mäder n'est pas en mesure de faire ses débuts sur le Tour de France, comme cela était prévu. En fin de saison, il se classe dix-neuvième du Tour d'Espagne.
Attendu sur le Tour d'Italie 2023, il est testé positif au SARS-CoV-2 à quelques jours du départ et est contraint de déclarer forfait. Il est remplacé par Yukiya Arashiro.

### Mort
Le 15 juin 2023, Gino Mäder est victime d'une grave chute lors de la fin de la 5e étape du Tour de Suisse, dans la descente du col de l'Albula. Il est retrouvé inerte dans l'eau et doit être réanimé sur place avant d'être héliporté à l’hôpital de Coire,,. Il succombe à ses blessures le lendemain. La 6e étape est annulée en raison de son décès, les coureurs parcourant les 20 derniers kilomètres en cortège afin de lui rendre hommage.

## Palmarès sur route

### Carrière amateur
| - 2013 - 3e du Prix des Vins Henri Valloton débutants - 3e du championnat de Suisse sur route débutants - 2014 - 4e du championnat d'Europe sur route juniors - 2015 - Champion de Suisse du contre-la-montre juniors - Prologue et 1re étape du Tour du Pays de Vaud - 2e du Tour du Pays de Vaud - 2e du Grand Prix Rüebliland - 5e du championnat du monde du contre-la-montre juniors - 2016 - 2e du Tour de Berne amateurs | - 2017 - 3e du Tour de Lombardie amateurs - 2018 - 4e étape de la Ronde de l'Isard - 4e étape du Tour d'Alsace - 8e et 10e étapes du Tour de l'Avenir - 6e étape du Tour de Hainan - 2e du championnat de Suisse du contre-la-montre espoirs - 2e du Tour de Hainan - 3e de Silenen-Amsteg-Bristen - 3e du Tour de l'Avenir - 4e du championnat du monde sur route espoirs |  |

### Carrière professionnelle
| - 2021 - 6e étape du Tour d'Italie - 8e étape du Tour de Suisse - Classement du meilleur jeune du Tour d'Espagne - 5e du Tour d'Espagne - 10e de Paris-Nice | - 2022 - 2e du Tour de Romandie - 2023 - 5e de Paris-Nice |  |

### Résultats sur les grands tours

#### Tour d'Italie
1 participation
- 2021 : abandon (12e étape), vainqueur de la 6e étape

#### Tour d'Espagne
3 participations
- 2020 : 20e
- 2021 : 5e,  vainqueur du classement du meilleur jeune
- 2022 : 19e

### Classements mondiaux
| Année                                 | 2017  | 2018 | 2019 | 2020 | 2021 | 2022 | 2023 |
| ------------------------------------- | ----- | ---- | ---- | ---- | ---- | ---- | ---- |
| Classement mondial                    | 1506e | 308e | 361e | 390e | 79e  | 138e | 285e |
| UCI Europe Tour                       | 963e  | 293e | 292e | 319e | 66e  | 115e | nc   |
|                                       |       |      |      |      |      |      |      |
| Légende : nc = non classéSource : UCI |       |      |      |      |      |      |      |

## Palmarès sur piste

### Championnats du monde
- Astana 2015 (juniors)
  -  Médaillé d'argent de la poursuite par équipes juniors

### Coupe du monde
- 2017-2018
  - 3e de la poursuite par équipes à Milton

### Championnats d'Europe
- Anadia 2014 (juniors)
  -  Médaillé d'argent de l'omnium juniors

### Championnats de Suisse
- 2012
  - 3e de la vitesse par équipes
- 2015
  -  Champion de Suisse de l'omnium juniors
  - 2e de l'américaine
- 2017
  - 3e de la poursuite par équipes